# Strzelectwo na Letnich Igrzyskach Olimpijskich 2008 – trap podwójny mężczyzn
Trap mężczyzn to konkurencja rozegrana 12 sierpnia 2008 roku. Zawody składały się z dwóch rund: kwalifikacyjnej i finałowej.

## Runda kwalifikacyjna
W kwalifikacjach wystąpiło 19 zawodników. Każdy z nich oddała 150 strzałów (3 serie po 50 strzałów). Do finału zakwalifikowało się 6 najlepszych zawodników. Aby wyłonić finałową szóstkę zawodników konieczne było rozegranie dogrywki pomiędzy czterema zawodnikami.  
Amerykanin Walton Eller ustanowił rekord olimpijski rundy kwalifikacyjnej.
| Pozycja | Zawodnik                    | Kraj                         | A  | B  | C  | Razem | Dogrywka | Uwagi |
| ------- | --------------------------- | ---------------------------- | -- | -- | -- | ----- | -------- | ----- |
| 1       | Walton Eller                | Stany Zjednoczone            | 48 | 49 | 48 | 145   |          | Q,OR  |
| 2       | Francesco D’Aniello         | Włochy                       | 48 | 46 | 47 | 141   |          | Q     |
| 3       | Jeffrey Holguin             | Stany Zjednoczone            | 45 | 48 | 47 | 140   |          | Q     |
| 4       | Hu Binyuan                  | Chiny                        | 48 | 42 | 48 | 138   |          | Q     |
| 5       | Richard Faulds              | Wielka Brytania              | 45 | 46 | 46 | 137   |          | Q     |
| 6       | Russell Mark                | Australia                    | 45 | 48 | 43 | 136   | 6        | Q     |
| 7       | Ahmad Al Maktoum            | Zjednoczone Emiraty Arabskie | 46 | 45 | 45 | 136   | 5        |       |
| 8       | William Chetcuti            | Malta                        | 47 | 45 | 44 | 136   | 3        |       |
| 9       | Roland Gerebics             | Węgry                        | 44 | 47 | 45 | 136   | 1        |       |
| 10      | Daniele Di Spigno           | Włochy                       | 44 | 46 | 45 | 135   |          |       |
| 11      | Håkan Dahlby                | Szwecja                      | 45 | 45 | 45 | 135   |          |       |
| 12      | Wang Nan                    | Chiny                        | 42 | 46 | 46 | 134   |          |       |
| 13      | Steven Scott                | Wielka Brytania              | 43 | 45 | 46 | 134   |          |       |
| 14      | Wasilij Mosin               | Rosja                        | 41 | 47 | 43 | 131   |          |       |
| 15      | Rajyavardhan Singh Rathore  | Indie                        | 43 | 45 | 43 | 131   |          |       |
| 16      | Witalij Fokiejew            | Rosja                        | 45 | 44 | 41 | 130   |          |       |
| 17      | Lucas Rafael Bennazar Ortiz | Portoryko                    | 45 | 39 | 39 | 123   |          |       |
| 18      | Graeme Ede                  | Nowa Zelandia                | 38 | 40 | 35 | 113   |          |       |
| 19      | Giuseppe Di Salvatore       | Kanada                       | 38 | 34 | 37 | 109   |          |       |

OR Rekord Olimpijski
Q Kwalifikacja do finału

## Runda finałowa
W rundzie finałowej każdy z zawodników oddał 50 strzałów (1 seria). Ostateczny wynik to suma punktów rundy kwalifikacyjnej i rundy finałowej. Zwycięzca konkurencji Walton Eller ustanowił rekord olimpijski.
| Pozycja | Zawodnik            | Kraj              | Kwal | Finał | Łącznie | Uwagi |
| ------- | ------------------- | ----------------- | ---- | ----- | ------- | ----- |
| 1 !     | Walton Eller        | Stany Zjednoczone | 145  | 45    | 190     | OR    |
| 2 !     | Francesco D’Aniello | Włochy            | 141  | 46    | 187     |       |
| 3 !     | Hu Binyuan          | Chiny             | 138  | 46    | 184     |       |
| 4       | Jeffrey Holguin     | Stany Zjednoczone | 140  | 42    | 182     |       |
| 5       | Russell Mark        | Australia         | 136  | 45    | 181     |       |
| 6       | Richard Faulds      | Wielka Brytania   | 137  | 43    | 180     |       |

OR Rekord Olimpijski